# Iwan Baszkirow
Iwan Siergiejewicz Baszkirow (ros. Иван Сергеевич Башкиров, ur. 1926 we wsi Zawod-Nyrty w rejonie sabińskim w Tatarstanie, zm. 5 lutego 1945 w Wałczu) – radziecki wojskowy, sierżant, uhonorowany pośmiertnie tytułem Bohatera Związku Radzieckiego (1945).

## Życiorys
Urodził się w rosyjskiej rodzinie chłopskiej. Po ukończeniu szkoły podstawowej pracował w kołchozie, w listopadzie 1943 został powołany do Armii Czerwonej. Od 15 czerwca 1944 uczestniczył w wojnie z Niemcami, brał udział m.in. w operacji brzesko-lubelskiej (od 18 lipca do 2 sierpnia 1944), w 1945 został przyjęty do WKP(b). W walkach o Grabowo na Wołyniu 21 lipca 1944 zabił czterech żołnierzy wroga. 13 września 1944 w walkach o warszawską Pragę zniszczył dwa stanowiska ogniowe wroga i zabił 12 żołnierzy. Jako dowódca działa 487 pułku piechoty 143 Dywizji Piechoty 47 Armii 1 Frontu Białoruskiego w stopniu sierżanta wyróżnił się podczas operacji warszawsko-poznańskiej (części operacji wiślańsko-odrzańskiej) na terytorium Polski. 15 stycznia 1945 podczas forsowania Wisły w rejonie Legionowa ubezpieczał ogniem przeprawę pułku na lewy brzeg rzeki. Podczas walk na szosie Warszawa-Modlin zniszczył trzy samochody wroga. 19 stycznia 1945 został przedstawiony do odznaczenia tytułem Bohatera Związku Radzieckiego. Zginął w walkach o Deutsch Krone (obecnie Wałcz).

## Odznaczenia
- Złota Gwiazda Bohatera Związku Radzieckiego (pośmiertnie, 27 lutego 1945)
- Order Lenina (pośmiertnie, 27 lutego 1945)
- Order Czerwonej Gwiazdy (24 września 1944)
- Order Sławy (17 stycznia 1945)
- Medal „Za Odwagę” (29 lipca 1944)